# Shangri-La Hotels and Resorts
Shangri-La Hotels and Resorts ist eine Luxushotelkette und Marke der Shangri-La International Hotel Management Limited, einem 1971 gegründeten multinationalen Unternehmen mit Hauptsitz in Hongkong. Die Kette betreibt mit den Kategorien Shangri-La Hotels, Shangri-La Resorts, Traders Hotels, Kerry Hotels und Hotel Jen über 100 Hotels sowie Resorts in Asien, Europa, Nordamerika, Australien und im Nahen Osten.

## Gründung
Das erste Hotel war das am 23. April 1971 von dem malaysischen Auslandschinesen und Multimilliardär Robert Kuok eröffnete Shangri-La Hotel in Singapur. Der Unternehmensname wurde aus dem Roman Lost Horizon von James Hilton abgeleitet: Shangri-La steht darin als ein Synonym für das Paradies.
Die Shangri-La International Hotel Management Limited ist an der Hongkonger Börse gelistet und gilt als größte asiatische Hotelkette. Etwa 80 Prozent der Anteile gehören Robert Kuok (Stand 2018).

## Standorte
Die meisten der über 100 Hotels und Ressorts unterhält das Unternehmen im asiatisch-pazifischen Raum, mit Fokus auf die Volksrepublik China. Seit 2003 expandiert das Unternehmen zunehmend auch im Nahen Osten sowie in Australien, Europa und Nordamerika.
Die in Europa von Robert Kuok eröffneten drei Luxushotels sind das Shangri-La Hotel Paris in der Avenue d’Iéna, das Shangri-La Hotel London im The Shard und das Shangri-La Bosporus in Istanbul (Stand 2018).
Mit dem Shangri-La Le Touessrok Resort & Spa auf Mauritius, eröffnete das Unternehmen 2015 sein erstes Luxushotel in Afrika.
Das Shangri-La Hotel Singapur gilt unverändert als Flaggschiff des Unternehmens. Hier findet unter anderem seit 2002 jährlich der Shangri-La Dialog statt, die wichtigste Sicherheitskonferenz in der Region Asien-Pazifik. Des Weiteren war das Hotel im Juni 2018 Teil des besonderen Veranstaltungsbereichs während des Gipfeltreffens in Singapur.

## Abbildungen

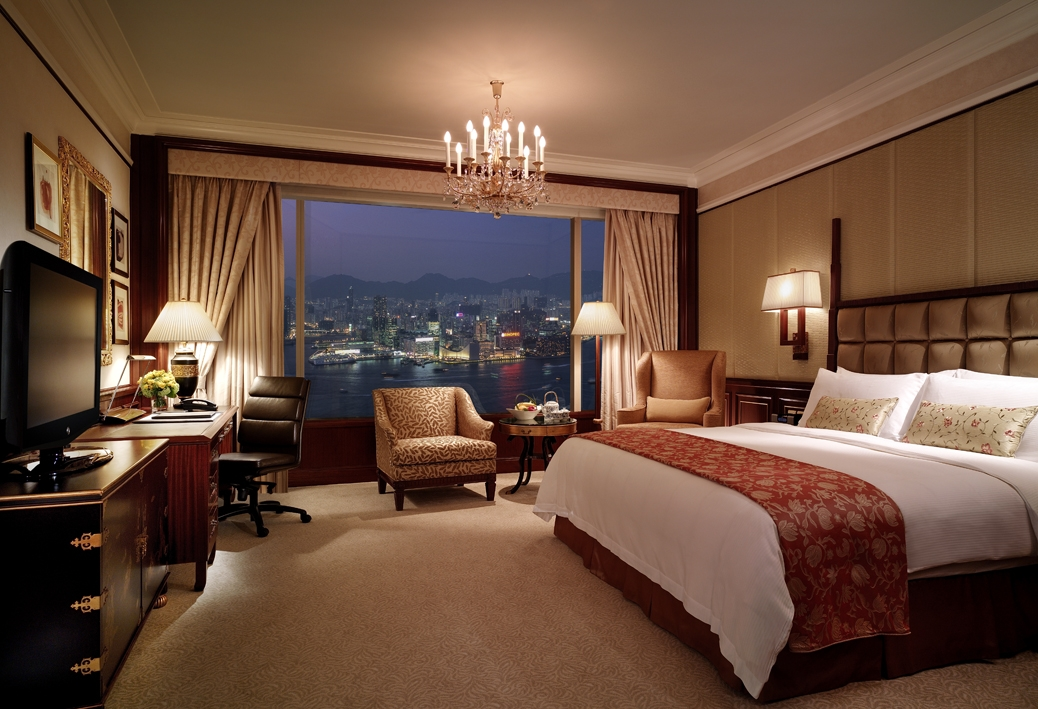
Ein Zimmer im Island Shangri-La in Hongkong (2010)
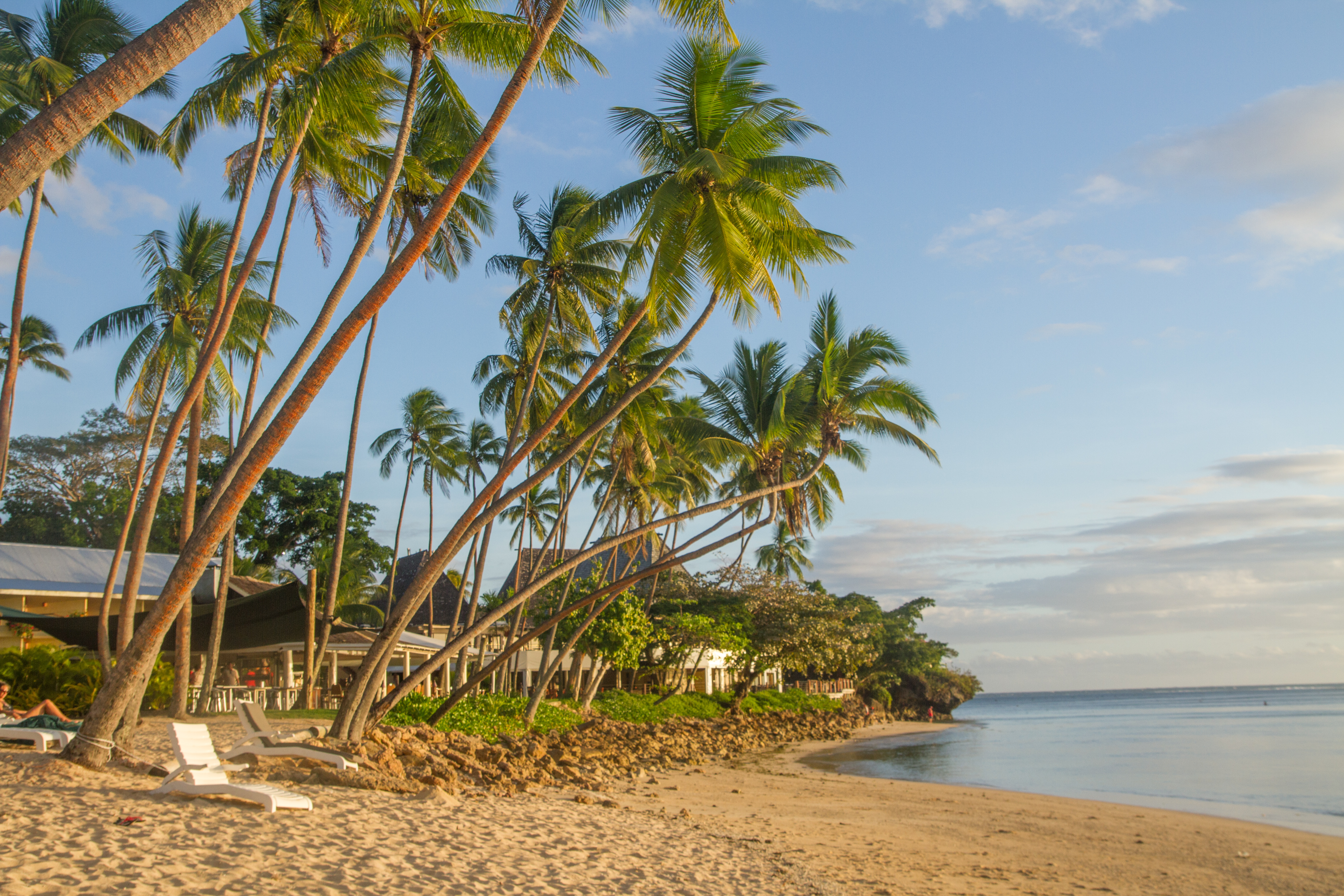
Das Shangri-La Fijian Resort auf den Fidschis (2014)
Das Shangri-La Hôtel Paris (2011)
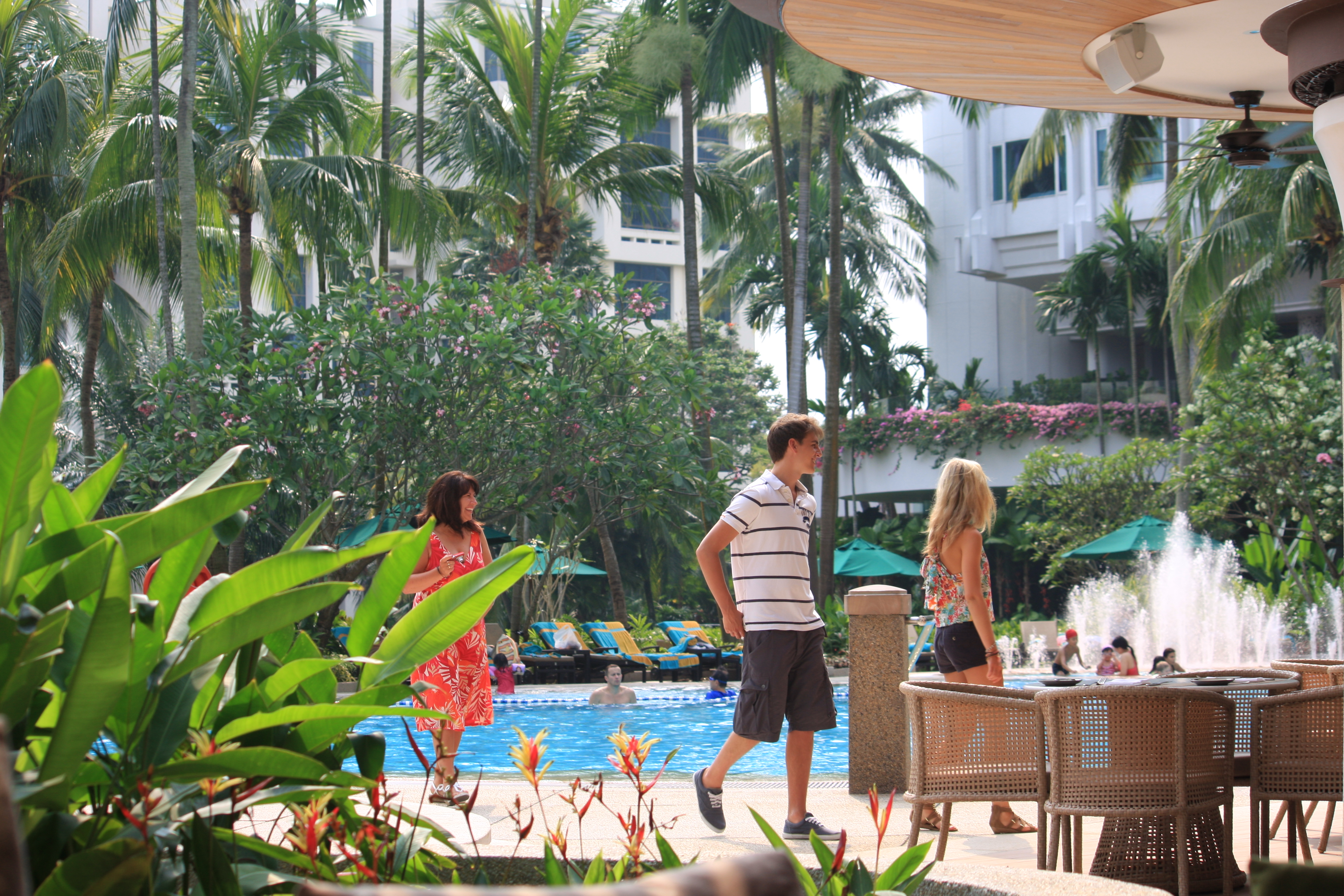
Der Poolbereich im Shangri-La Hotel Singapur (2012)
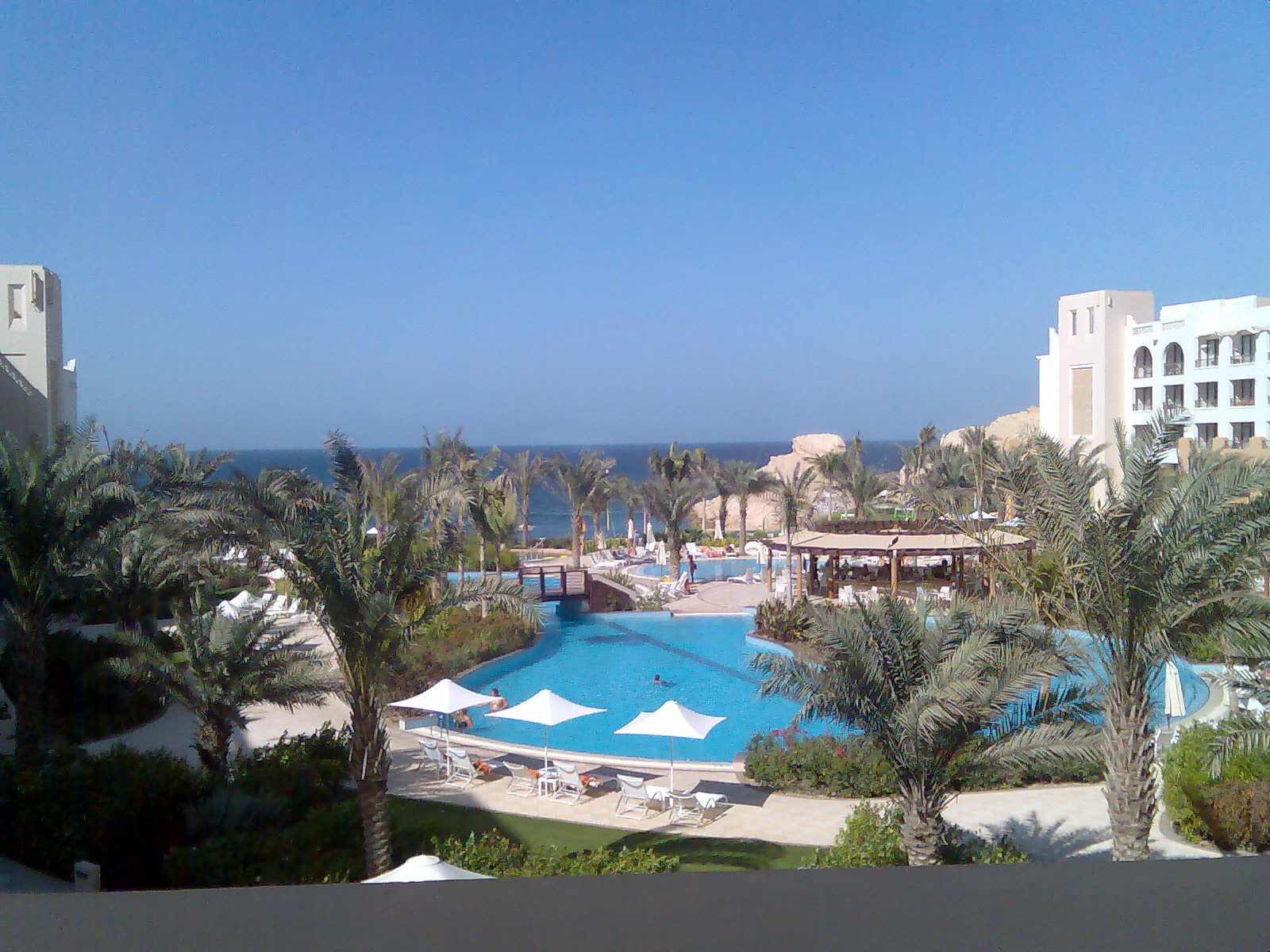
Das Shangri-La Barr Al Jissah Resort & Spa in Maskat (2007)
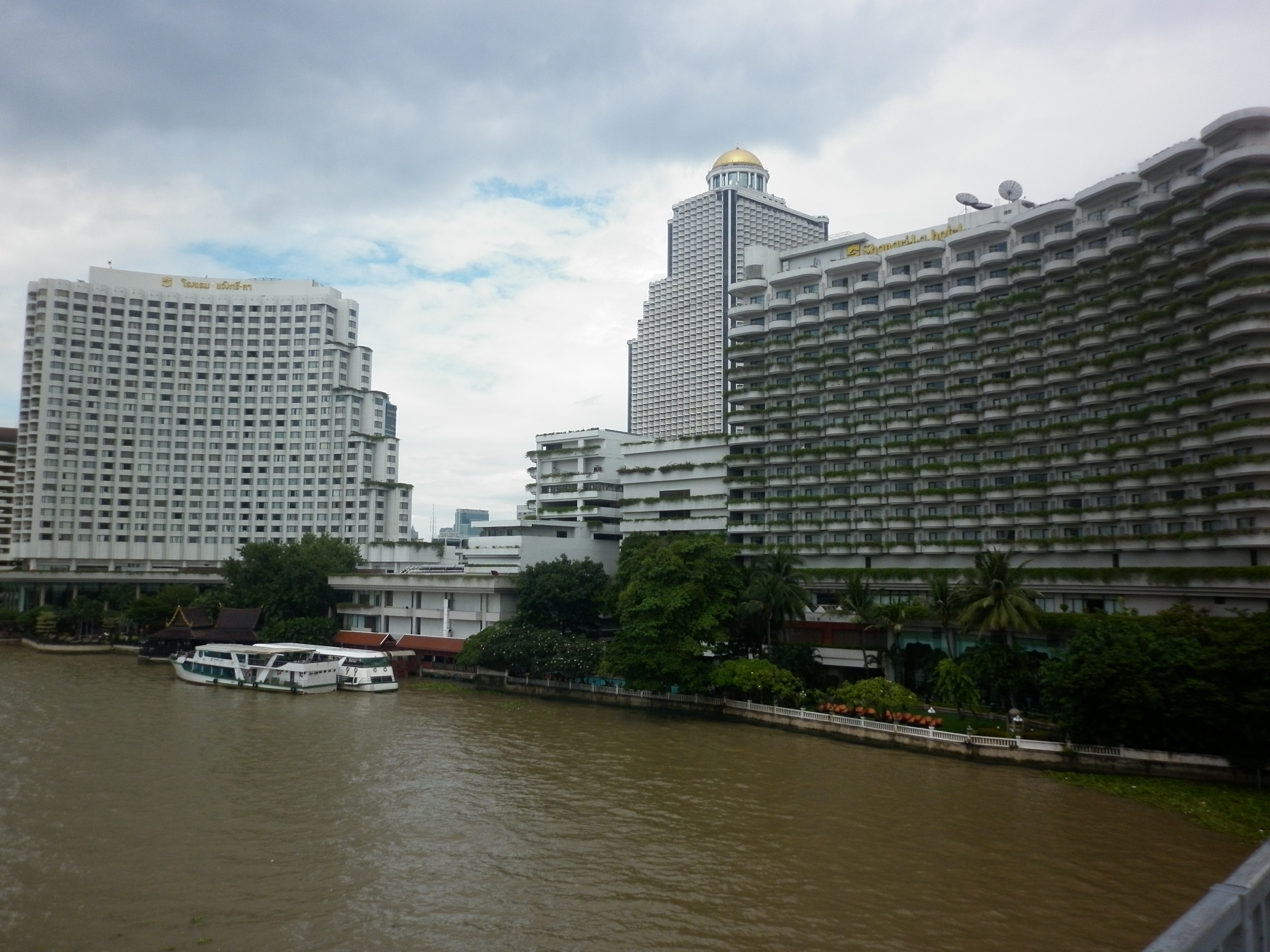
Das Shangri-La Hotel River of King in Bangkok (2013)
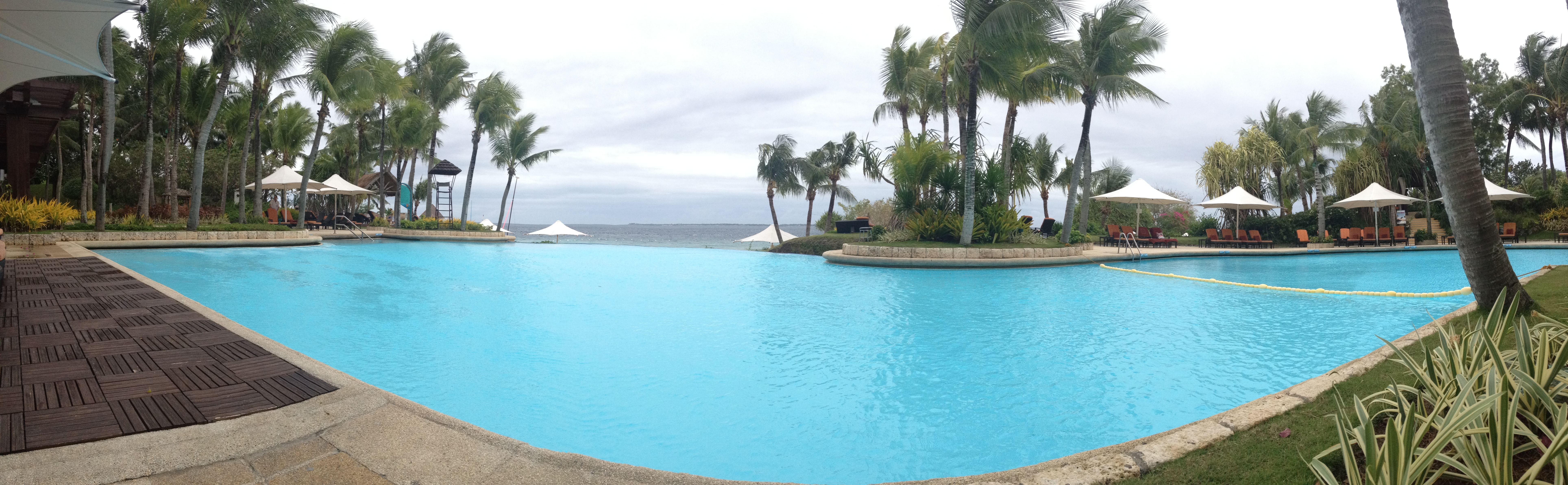
Infinity Pool des Shangri-La Mactan Resorts & Spa auf Mactan, Philippinen (2013)